# Sáfrány
A sáfrány (Crocus) a nősziromfélék (Iridaceae) családjába tartozó növénynemzetség, illetve a nemzetséghez tartozó egyes fajok összegyűjtött és fűszerként használt bibéjének elnevezése. Szárleveleik nincsenek, a keskeny tőlevelek és a néhány centiméteres szár csúcsán álló virág a föld alatti hagymából ered. A Kárpát-medencében őshonos fajok kora tavasszal, a régebben fűszerként termesztett valódi vagy jóféle sáfrány (C. sativus) ősszel virágzik. A kerti dísznövényként használt sárga virágú sáfrányok az aranysáfrány (C. flavus), míg a fehér és lila virágúak a kerti sáfrány (C. vernus) nemesített fajtái. A felépítésükben hasonló kikericsfajok ősszel virágoznak, a szintén kora tavasszal virágzó egyhajúvirág levelei vaskosabbak és szélesebbek, így a sáfrányok nemigen téveszthetők össze más növényekkel.

## Fajok
A Kárpát-medencei fajok:
- Bánáti sáfrány (Crocus banaticus)[1]
- Kárpáti sáfrány (Crocus heuffelianus)[1]
  - Szepességi sáfrány (Crocus heuffelianus subsp. scepusiensis)[1]
- Tarka sáfrány (Crocus reticulatus)[1]
- Jóféle sáfrány (Crocus sativus)[1]
- Illír sáfrány (Crocus tommasinianus)[1]
- Kerti sáfrány (Crocus vernus)
  - Fehér sáfrány (Crocus vernus subsp. albiflorus)[1]
- Halvány sáfrány (Crocus vittatus)[1]

## Fűszer

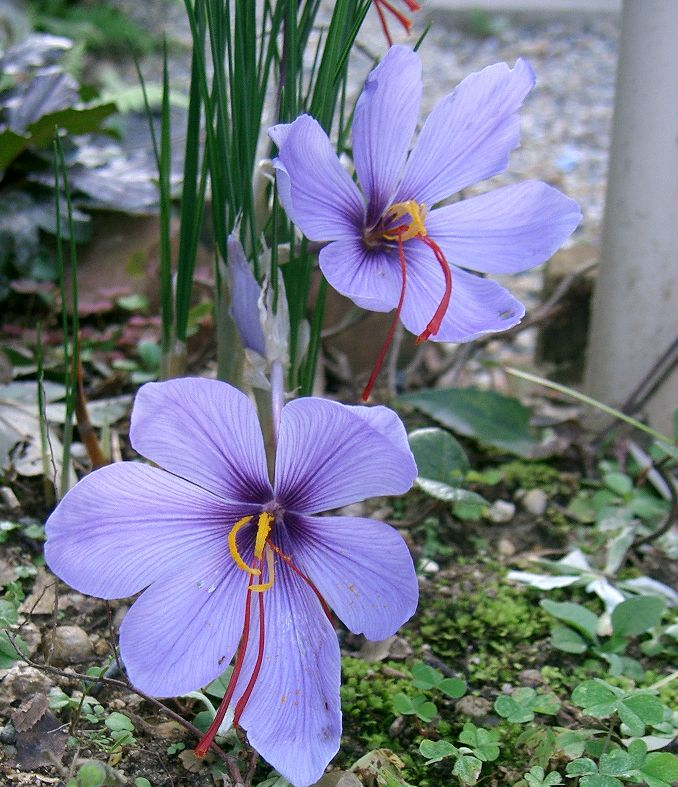
Virágzó fűszersáfrány
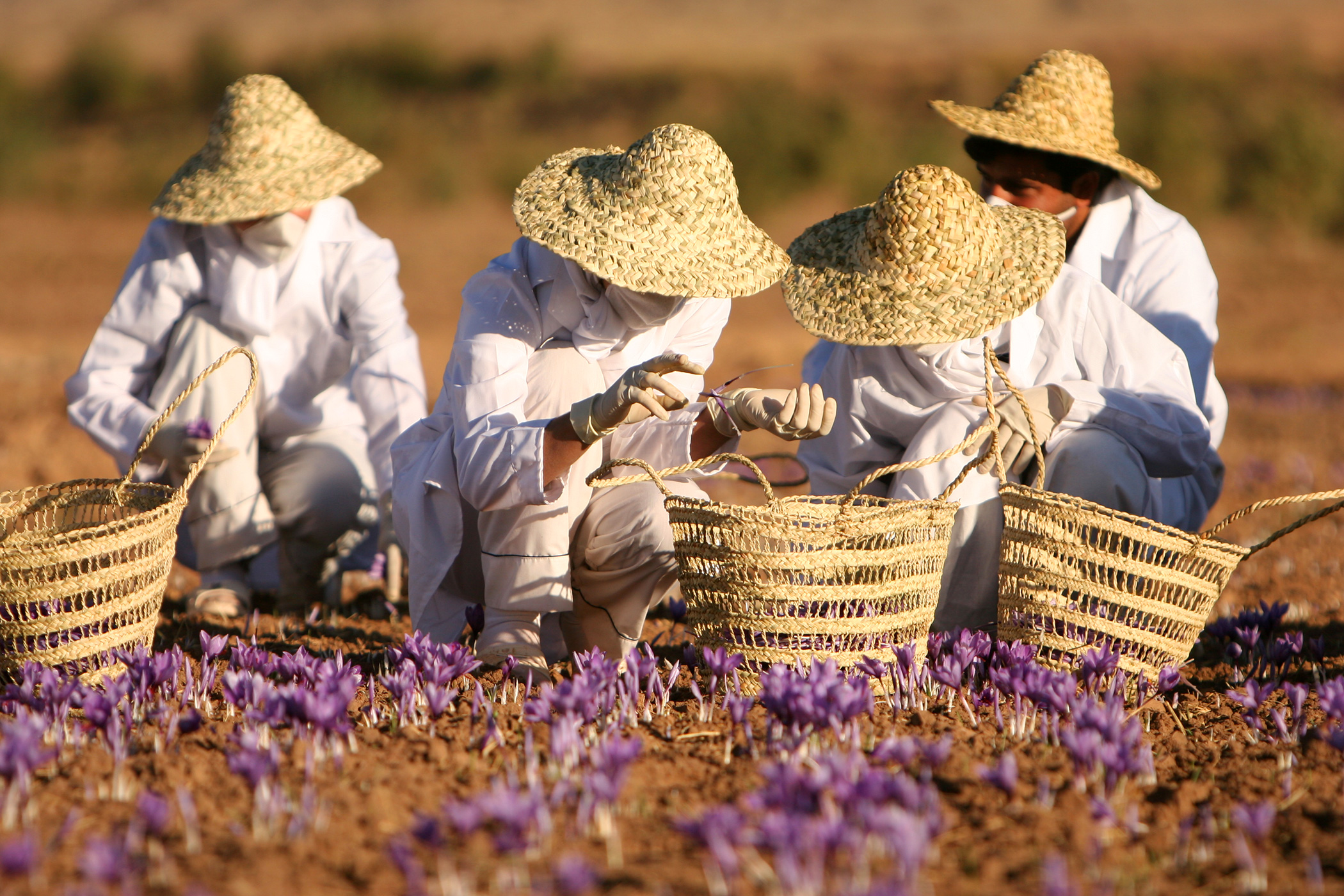
A sáfrány aratása
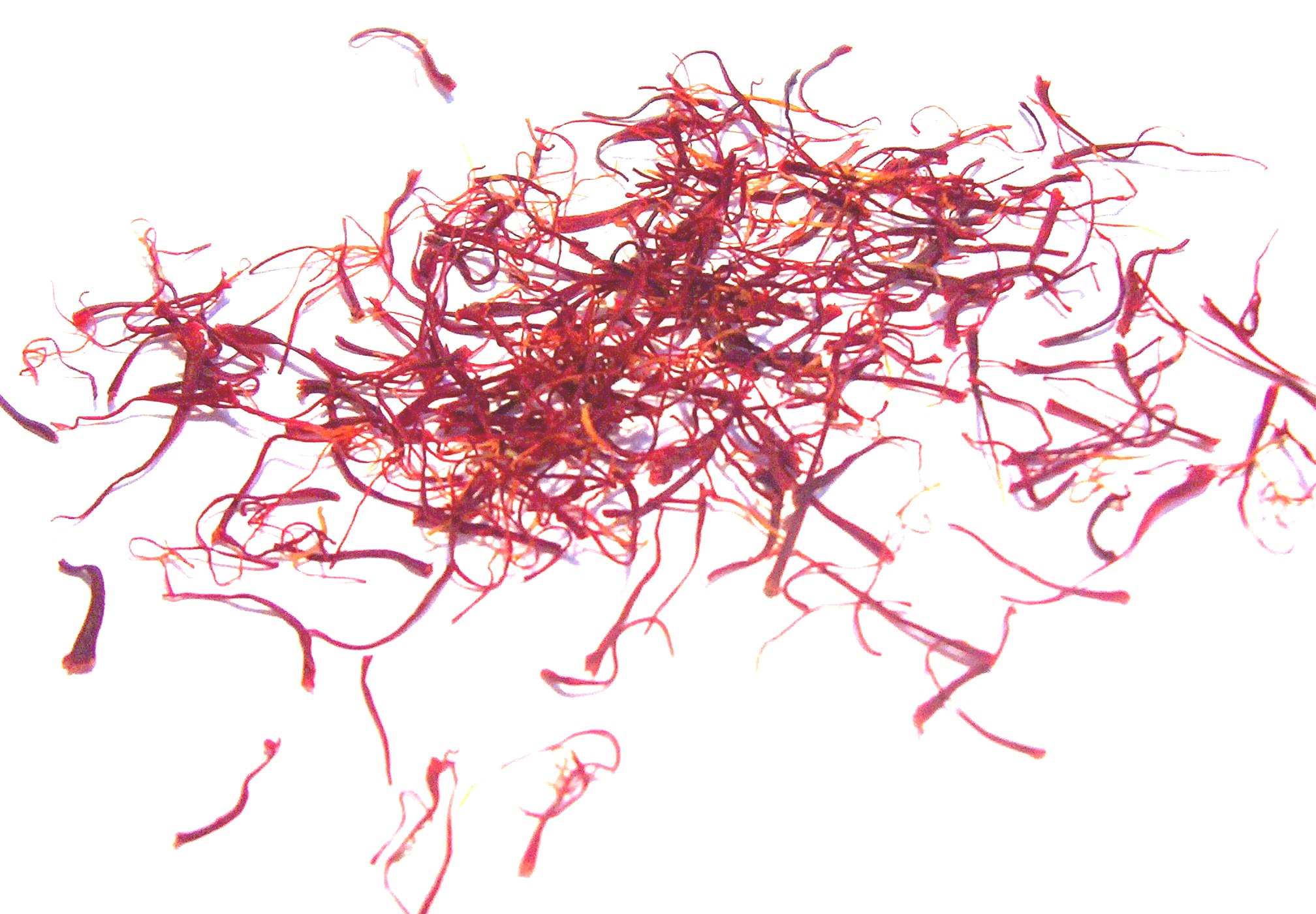
A fűszerként használt bibék
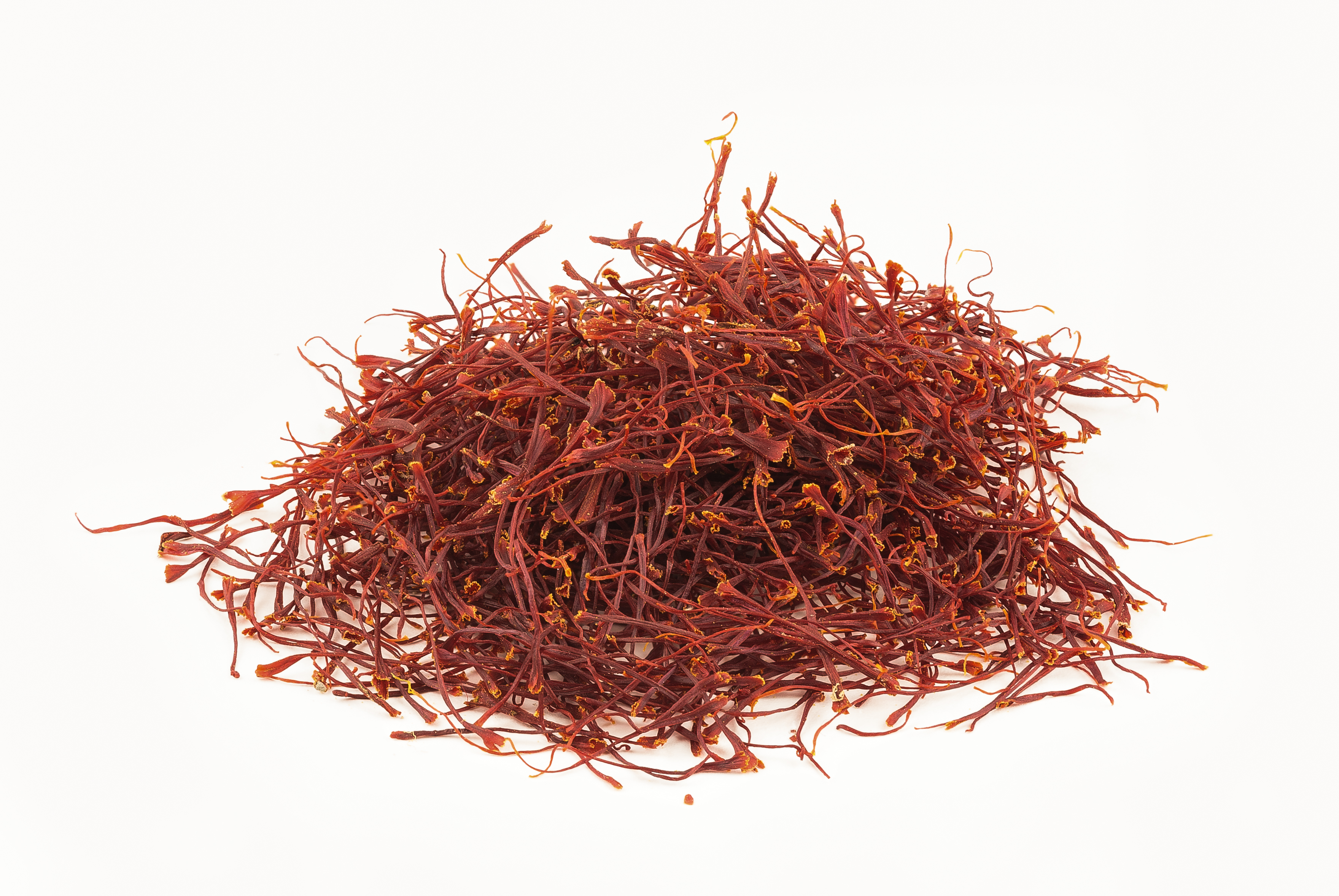
Két gramm sáfrány

A jóféle sáfrány (Crocus sativus) bibéje vörösesbarna, aromás illatú, kesernyés fűszer, az ételt aranysárga színre festi. A sáfrány a világ legdrágább fűszere.
A sáfrány régen használt fűszernövény, az ókori időkben a fűszersáfrány termesztésére az i. e. 2300-as években utaltak elsőként. Az ókori akkád uralkodó, Sarrukín szülővárosának neve Azupiranu, ennek jelentése: „Sáfrányváros”.
Már az “Ebers”-féle papirusztekercsek, a Biblia és az ős-indiai írások is említik a növényt.
Kr. e. 1700 körül Krétán talált freskókon is megtalálható a sáfrány. A termesztett fűszersáfrány vad változata (Crocus cartwrightianus) is innen származik. A jelenleg fűszerként termesztett változatát a késői bronzkorban állították elő ugyancsak Krétán.
A növény fűszerként és gyógyszerként egyaránt az ókortól használatos. Érzéstelenítésre, fájdalomcsillapításra, görcsoldásra alkalmazták, színező tulajdonságai is ismeretesek volt már ekkoriban.
Az egyiptomiak is használták, levesek, mártások színezésére, ízesítésére. A monda szerint, amikor Zeusz Hérával tartotta menyegzőjét, sáfrány nőtt az ágyuk körül és még a főisten is megittasult az illattól. A sáfrány ma is sok helyen örvend az afrodiziákum hírnevének.
A perzsák sáfrányt szórtak a hitvesi ágy köré és áldozati takaróikba sáfrány szálakat szőttek.
A sáfrányt Nagy Sándor seregeiben gyógyszerként alkalmazták, ahogyan Kínában is.
Az ókori rómaiak mondása: „dormivit in sacco croci” (sáfrányágyon aludt), annyit jelent, hogy valakin vidám önfeledtség lesz úrrá. Nagyobb dózis bódulatot okoz, 20 gramm már halálos adag.1446-ban Augsburgban egy férfit máglyán égettek el, egy asszonyt pedig elevenen ástak el sáfrányhamisítás miatt. Kleopátra sáfrányos fürdőt vett szerelmeskedés előtt, mert afrodiziákumnak vélte, a Római Birodalom császárai sáfrányszirmokkal tömették ki a párnákat, amelyekre orgiáik alatt könyököltek.
A középkorban, a X. században arab kereskedők ismertették meg ismét az értékes fűszert az európai konyhaművészettel.
Az Ibériai-félszigeten olyan jól megtelepedett, hogy a sáfrányminőséget szabályozó nemzetközi szabvány értékeihez a legjobb La Mancha sáfrány szolgált etalonként.
A XIV. században tomboló pestisjárvány idején sáfrányból készítettek gyógyszert, ezért a fűszer nagyon keresetté vált. Egy sáfrányos gyógyszerszállítmány birtoklásáért 15 napig folyt a harc.
A XV. században sem csökkent a jelentősége, amit az is mutat, hogy egy asszonyt a sáfrány hamisításáért (a sokkal kevésbé ízletes sáfrányos szeklicével) elástak, egy férfit ugyanezen bűnért máglyahalálra ítéltek. Németországban ekkortájt hivatalok ellenőrizték folyamatosan az árusított sáfrány fűszer valódiságát.
Ázsiában is jól ismert volt a sáfrány, a buddhista szerzetesek ruhájának színét is a kedvelt fűszernövény bibéiből készült főzet adja.
Európában évszázadokon át a gazdagságot és magas társadalmi pozíciót szimbolizálta.
Valaha a magyarok is nagy sáfránytermesztők és fogyasztók voltak, első írásos magyarországi említése 1429-ből való. A sáfrányt a középkorban ruhanemű festésére is használták. Magyarország déli vidékein: Érsekcsanádon, és Dél Dunántúlon például Csökölyön a gyászruhákat festették vele sárgára.
Mátyás király környezetéről szólván Galeotto Marzio a legfontosabb fűszerek között említi a borssal és a gyömbérrel. Többek között a spanyol paella eredeti receptjének elengedhetetlen része.
A virág bibéjének gyűjtése nagyon fáradságos munka, termesztése sem egyszerű, ezért rendkívül drága, értéke az aranyéval vetekszik. Az őshonos hazai fajok védettek, tehát a bibék gyűjtése törvénybe ütközik! Arról nem is beszélve, hogy sem ezek, sem a dísznövényként termesztett sáfrányhibridek: nem használhatók fűszernek.
Sáfrányos szeklicével helyettesítik, de ez inkább csak színezésre alkalmas, íze a valódi sáfrányéhoz egyáltalán nem hasonlít.
Hatásos lehet a szívinfarktus megelőzésében, krocetin nevű anyaga csökkenti a koleszterinszintet. Antidepresszáns hatását (enyhe és középsúlyos depresszió esetén) klinikai vizsgálatok támasztják alá.

## Gasztronómiai felhasználás
Hagyományosan sáfránnyal ízesítik Spanyolországban és Iránban a rizsételeket, mint a paella és a piláf. A milánói rizottó is sáfránnyal készül. A bouillabaisse, a híres marseille-i halleves is sáfrányos étel. Az indiaiak bizonyos currykben használják.

A sáfrány illatáért és zamatáért felelős illékony vegyületekből (karotinoidok, aldehidek, terpének) kiindulva érdemes kiválasztani a sáfrányos ételekkel harmonizáló borokat: a karotinoidok főként a "nem aromás" szőlőfajtákban találhatók meg, mint a chardonnay, a sauvignon blanc és a rizling. Mivel a rizling aromás vegyületeiben nagy mennyiségben vannak jelen a terpének, melyek fűszeres-virágos jegyekben nyilvánulnak meg, a rizling lehet a legjobb választás.

## Képek

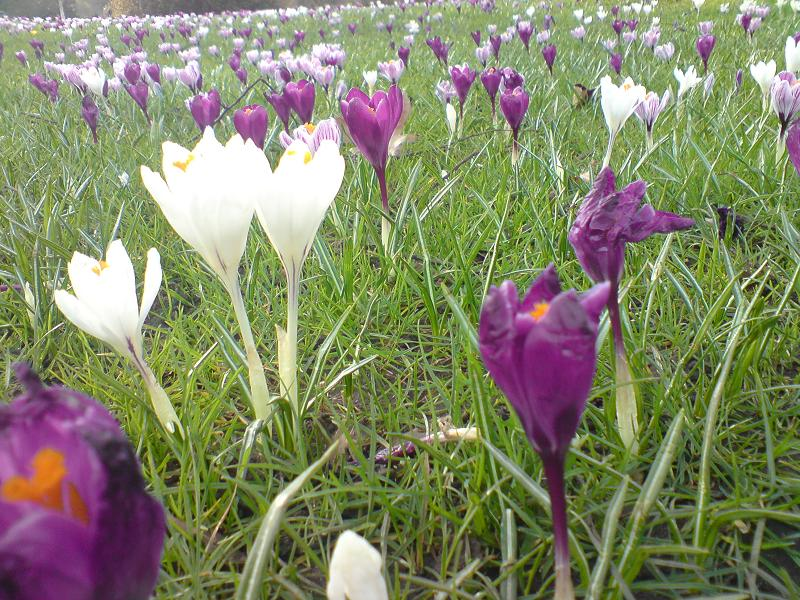
Fehér és lila sáfrányok (Crocus sp.)
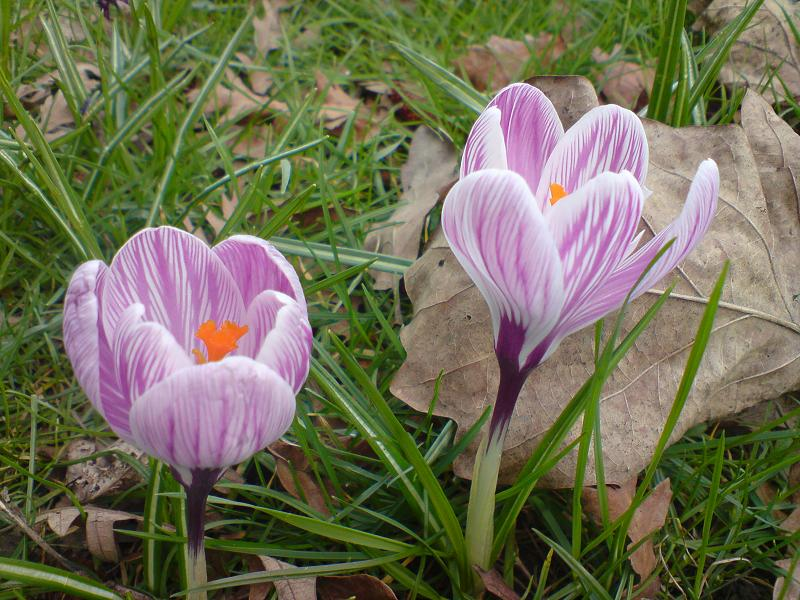
Fehér-lila csíkos sáfrányvirágok (Crocus sp.)
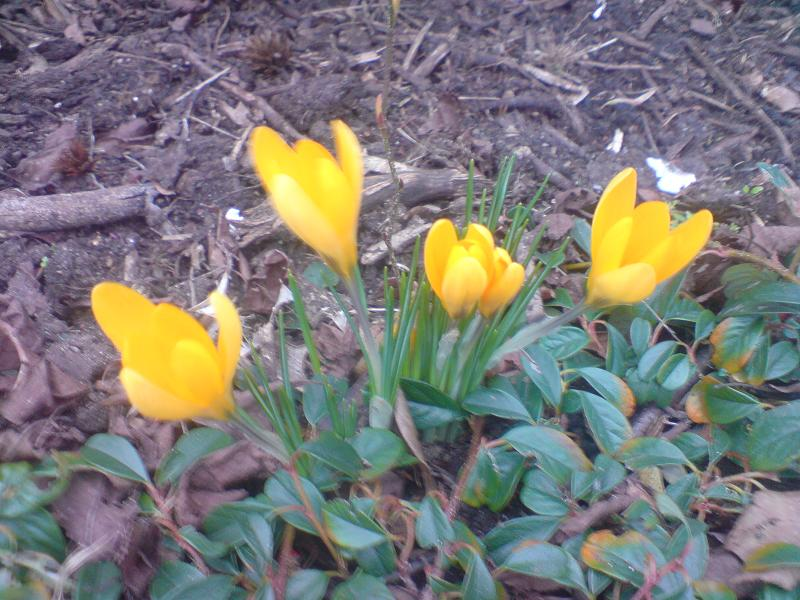
Crocus chrysanthus
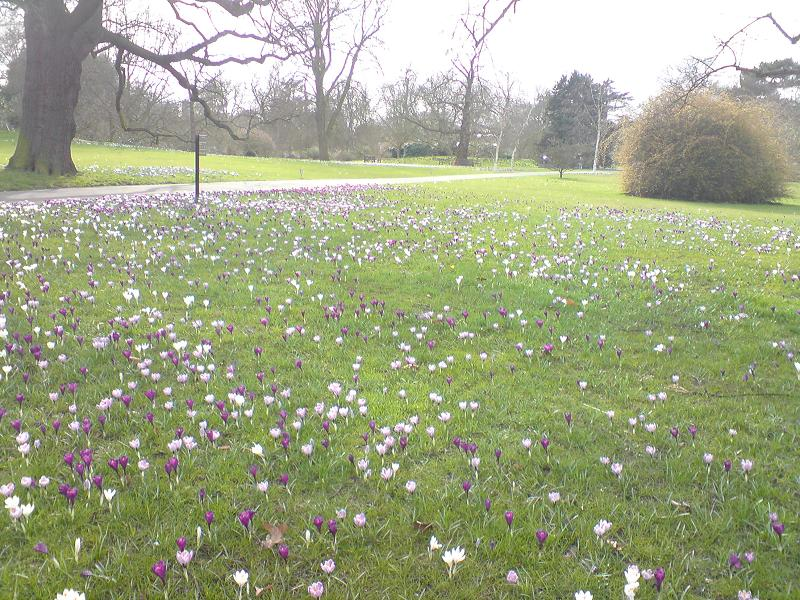
Sáfrány mező
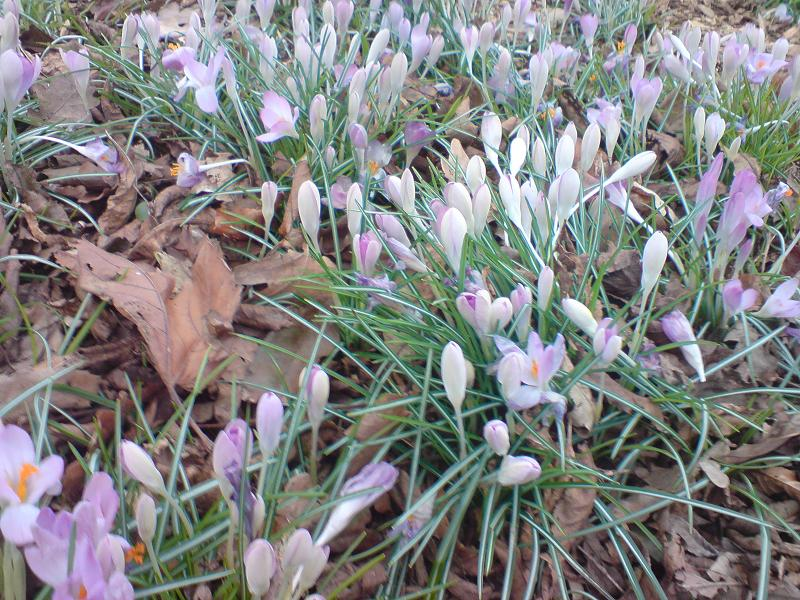
Sáfrányok közelről
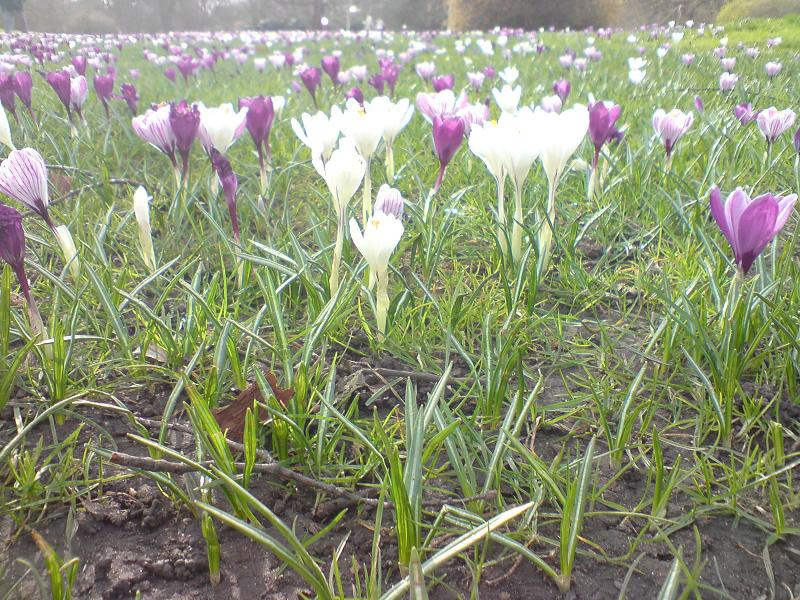
Fehér és lila sáfrány mező
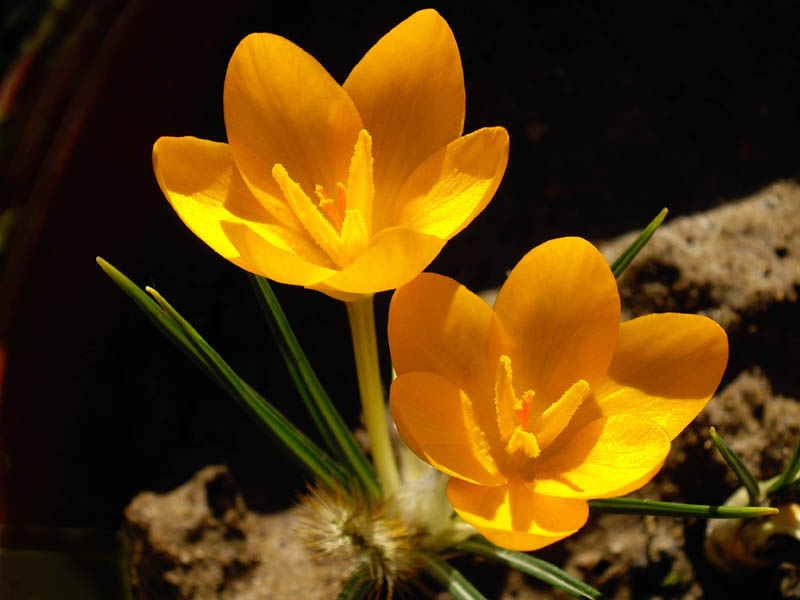
Törökországban honos Crocus ancyrensis